# Carret motoritzat

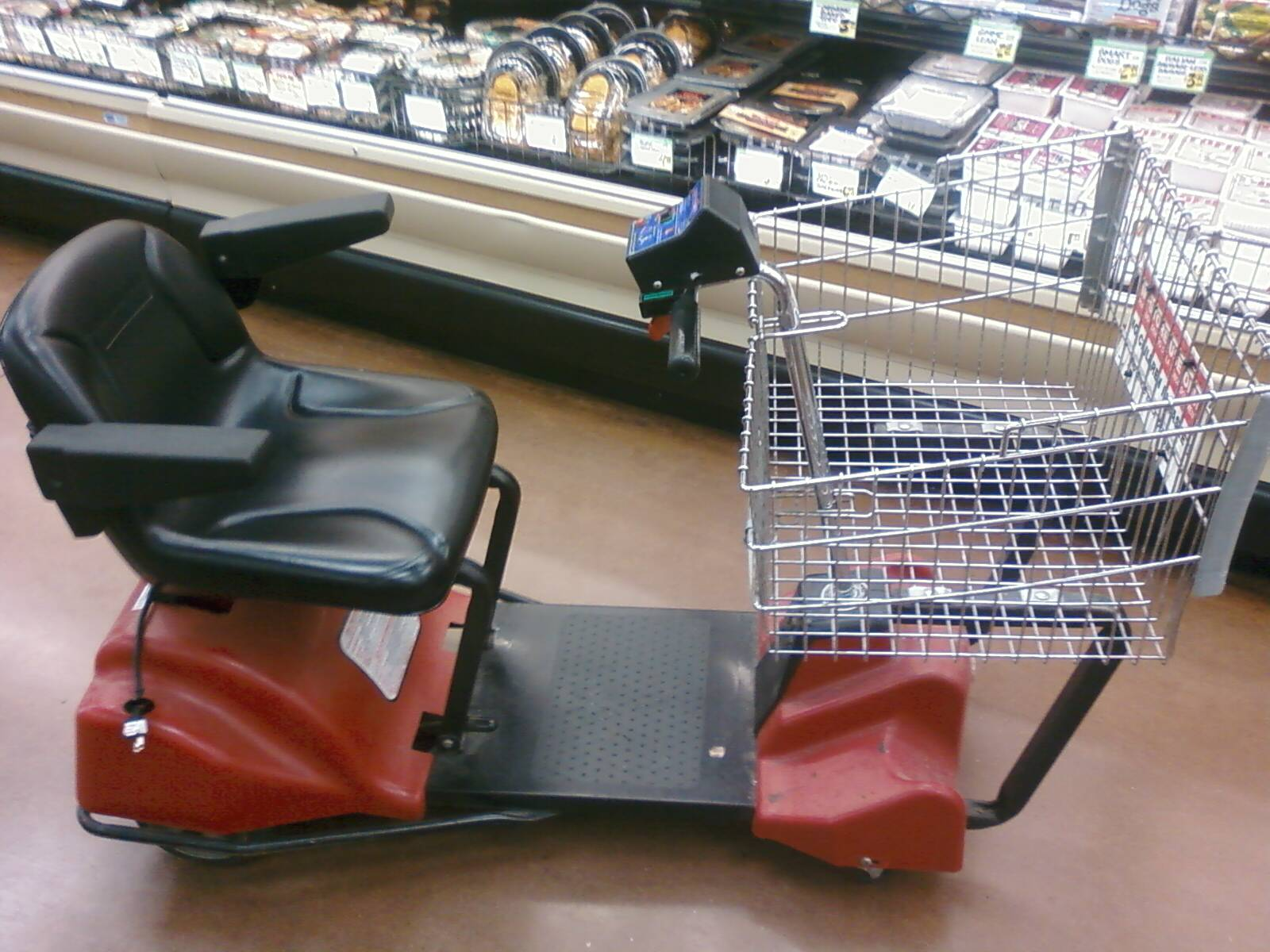
Un carretó de la compra motoritzat en un supermercat

Un carret motoritzat (o també carret de compra elèctric) és un carret de supermercat equipat amb un motor elèctric i controls de navegació. Inclou un seient (sovint equipat amb un interruptor de l'assentament ocupant que activa el moviment del carro amb el pes de l'ocupant), convertint-se així en una cadira de rodes motoritzada, i té una bateria recarregable que es pot carregar connectant el dispositiu quan no estigui en ús. Els supermercats i altres grans botigues de venda de comerços els proporcionen a persones amb discapacitats físiques permanents o temporals que poden tenir dificultats per caminar per un gran centre comercial o per empènyer un carret normal.
Molts dels clients que utilitzen carros de compra motoritzats no són usuaris de cadira de rodes a temps complet, però creuen que la compra és més fàcil si utilitzen el dispositiu, ja que els resulta difícil empènyer un carretó normal, sobretot quan s'omple amb mercaderies i caminar per una botiga gran pot resultar difícil per a aquell que només és capaç de recórrer distàncies curtes pel seu propi peu.

## Problemes

### Robatoris
Si bé els robatoris de carretons de la compra també ha estat una cosa costosa per als minoristes, el cost més elevat dels carros motoritzats fa que el robatori sigui un problema més important per a la botiga i, per tant, fa que les botigues estableixin polítiques que prohibeixin que els carros surtin de les botigues, tot i que una persona amb discapacitat pot tenir la necessitat de portar la compra fins al cotxe.
Al maig de 2009, a Florida, un home va ser acusat de delicte greu pel robatori d'un carro motoritzat ja que costava $ 2.500. Va ser atrapat no gaire lluny de la botiga, muntant al carret. Si s'hagués robat un carretó no elèctric, el robatori hauria estat una falta lleu. En el mateix mes, dos homes de Carolina del Sud van ser acusats del robatori d'un carretó elèctric i es van enfrontar a càrrecs de delicte, ja que estava valorat en més de 2.000 dòlars.
Aquests robatoris són rars, ja que els carros són, evidentment, carros de botiga de queviures, dissenyats amb una velocitat màxima de dues milles per hora. La majoria de dispositius de mobilitat que funcionen amb potència, com ara cadires elèctriques i scooters, tenen una velocitat màxima mitjana de 5 milles per hora, tot i que alguns són més ràpids. Les cistelles i els seients són per a centre comercial i les rodes són molt més petites que les dels dispositius de mobilitat normals.

### Lesions
Hi ha hagut una preocupació pels carros que causen ferides quan els utilitza aquells que no saben controlar-los bé. L'usuari pot produir lesions si es colpegen en un objecte amb el carretó o en una persona en la qual l'usuari s'estavella fort. Per reduir el risc de lesions, la majoria de carros tenen un sistema d'avís de seguretat similar al que es troba als camions. També estan programats amb una velocitat màxima baixa de fins a dues milles per hora.
El 2011 a Louisiana, una dona va presentar una demanda que va reclamar ferits mentre utilitzava un carretó de la compra motoritzat. El cas va ser desestimat ja que l'acusat va presentar una moció afirmant que l'accident i les lesions van ser causades per accions de la dona i que no podia complir la càrrega de la prova. El responsable del magatzem va provar immediatament el carretó després de la lesió reclamada i es va fer una prova posterior pel mecànic del magatzem i un enginyer.

### Permís d'ús
Si bé els carros de la compra motoritzats estan generalment reservats per a minusvàlids, la majoria de botigues accepten la paraula de ser discapacitat per a fer ús d'un carretó. No obstant això, hi ha hagut casos en què una persona amb una discapacitat no visible ha sol·licitat fer servir un carretó motoritzat, però els empleats de la botiga li han denegat l'ús ja que no creien que el client tingués cap discapacitat
També hi ha hagut certa preocupació per deixar utilitzar els carretons als menors. El gener del 2009, una botiga Wal-Mart de Tennessee no va permetre que una noia d'11 anys amb la cama trencada utilitzés un carretó motoritzat, tot i que altres botigues li havien permès utilitzar-les.